# 増田正宗
増田 正宗（ますだ せいそう、1885年（明治18年） - 1966年（昭和41年）は、明治から昭和にかけての日本画家、本名は久太郎。実業家の増田通二の父。

## 人物・来歴
長野県東筑摩郡松本（現・松本市）生まれ。旧制松本中学（現・長野県松本深志高等学校）を経て東京美術学校（現・東京芸術大学）日本画科卒業。下村観山、結城素明、寺崎広業に師事する。
1912年フランスに渡り修行。帰国後、第10回文展に「菟裘」が、第11回文展に「光明皇后深夜縫衣之図」がそれぞれ入選。1926年聖徳太子奉讃展に「雪降る朝」を出品。1927年第8回帝国美術展覧会に「鴉」が入選してから第11回の「熊野神幸船」まで連続で入選し、牧山を改め正宗と号した。
第二次世界大戦末期、松本市神田に疎開。仏画もよくし、松本の全久院や野田市の金乗院に細密画がある。